# Рускониці
Рускониці (рос. Руссконицы) — присілок у Лодєйнопольському районі Ленінградської області Російської Федерації.
Населення становить 2 особи. Належить до муніципального утворення Янегське сільське поселення.

## Історія
Згідно із законом від 20 вересня 2004 року № 63-оз належить до муніципального утворення Янегське сільське поселення.

## Населення
| 1879 | 1885 | 1905 | 1927 | 1961 | 1997 | 2007 |
| ---- | ---- | ---- | ---- | ---- | ---- | ---- |
| 186  | ↘54  | ↗204 | ↘156 | ↘90  | ↘12  | ↘3   |
| 2010 | 2014 |      |      |      |      |      |
| ↘1   | ↗2   |      |      |      |      |      |